# Can Feliu de Merola
Can Feliu de Merola és una obra de Pineda de Mar (Maresme) inclosa a l'Inventari del Patrimoni Arquitectònic de Catalunya. Era una masia aloera de planta i pis amb teulada de dues vessants i estructurada amb tres cossos. El mas ha anat evolucionant amb el pas del temps i a les activitats agrícoles i necessitats del temps. És un cas típic de pagesia acomodada catalana. Aquesta masia està molt a prop de torre de Merola, conjunt arquitectònic format per un casalot, la capella de Santa Anna i una torre de guaita.

## Descripció
Masia amb una estructura de tres cossos perpendiculars a la façana principal que es pot considerar bona de proporcions. El portal rodó i les tres finestres del pis són de la seva època: portal adovellat i finestres rectangulars amb llinda decorada amb elements gòtics. La teulada és a dues vessants. L'interior de l'entrada amb l'escala i el seu mirador trepat. A la dreta, la cuina, amb bon faldar, forn i aigüera, i pas a la dependència posterior, de servei de la casa, i rebost. A l'esquerra, el celler.

## Història
Masia que conserva la seva estructura original; no ha tingut gaires modificacions, excepte les ampliacions: un cos nou a la seva dreta i, al cantó esquerra, un cos que clou el pati endavant. L'estructura de la coberta ha estat reformada amb elements més moderns.